# 彼尔姆大学枪击案
2021年9月20日，俄罗斯彼尔姆边疆区彼尔姆市彼尔姆国立大学发生大规模枪击事件。至少有8人死亡，另有28人受伤。  枪手是该大学18岁的学生，在事发后被逮捕，並且受傷。案發前兇手在社交媒體上表示此次襲擊是出於仇恨动机，与政治和宗教无关。